# Единец
Единец је град и седиште Единечког рејона, удаљен 201 km северно од Кишињева. Под управом града се налазе и два приградска села: Александрени и Гординештиј Ној.

## Назив
Први познато писано помињање места се јавља у повељи из 15. јула 1431. године, у којој молдавски принц Александру чел Бун налаже службенику (рум. vornic) Ивану Купчичију да оснује села између река Чухур, Раковац и Прут. Према повељи, стари назив за Единец је био Вјадинеци. Према другом документу из 18. августа 1690. године, место се помиње под називом Јадинеци. Име Единец које се и даље користи је први пут документовано 1663. године.
У периоду између 1918. и 1940. године јављају се две варијанте данашњег назива града: Единеци и Единица.
За време Совјетског Савеза град је био познат под именима Јединици и Јединци.

## Становништво
Према попису, у граду је 2014. живело 15.520 становника.
| Етнички састав     |               |                |                   |             |              |                 |             |
| Народ              | попис 1930.   | попис 1930.    | попис 1930.       | попис 2004. | попис 2004.  | попис 2004.     | попис 2004. |
| Народ              | Единеци (трг) | Единеци (село) | Александрениј-Ној | Единец      | Александрени | Гординештиј Ној | Укупно      |
| Молдавци           | –             | –              | –                 | 8,747       | 1,272        | 331             | 10,351      |
| Румуни             | 194           | 2,183          | 1,082             | 131         | 23           | 0               | 153         |
| Јевреји            | 5,341         | 398            | –                 | 18          | –            | –               | 18          |
| Руси               | 344           | 2,214          | 1                 | 3,394       | 15           | 2               | 3,411       |
| Рутени (Украјинци) | 14            | 353            | –                 | 2,682       | 17           | 5               | 2,704       |
| Роми               | –             | 55             | –                 | 2000        | –            | –               | 2000        |
| Бугари             | 1             | 1              | –                 | 37          | –            | –               | 37          |
| Гагаузи            | –             | –              | –                 | 23          | –            | –               | 23          |
| Пољаци             | 14            | 28             | –                 | 11          | –            | –               | 11          |
| Немци              | –             | 3              | –                 | 91          | 1            | 2               | 94          |
| Албанци            | 1             | –              | –                 | 91          | 1            | 2               | 94          |
| Мађари             | –             | 1              | –                 | 91          | 1            | 2               | 94          |
| остали             | 1             | 24             | –                 | 91          | 1            | 2               | 94          |
| Укупно             | 5,910         | 5,260          | 1,083             | 15,624      | 1,328        | 340             | 17,292      |

| Матерњи језик |               |                |                   |
| Језик         | попис 1930.   | попис 1930.    | попис 1930.       |
| Језик         | Единеци (трг) | Единеци (село) | Александрениј-Ној |
| Румунски      | 183           | 2,209          | 1,082             |
| Јидиш         | 5,328         | 401            | –                 |
| Руски         | 375           | 2,360          | 1                 |
| Украјински    | 9             | 282            | –                 |
| Пољски        | 11            | 7              | –                 |
| Немачки       | 2             | 1              | –                 |
| Бугарски      | 1             | –              | –                 |
| остали        | 1             | –              | –                 |
| Укупно        | 5,910         | 5,260          | 1,083             |

### Јевреји у Единецу
Петог јула 1941. године румунске и немачке снаге заједно са неколицином цивила, који користе прилику да узму део јеврејске имовине, врше егзекуцију над Јеврејима. У прве две недеље је убијено око 1000 Јевреја од 5000 који су живели у самом граду. Многе жене и младе девојке су силоване; неке од њих су починиле самоубиство. Жртве су сахрањене у три велике јаме, а затим су јеврејски гробари који су укопали тела убијени и сахрањени на истом месту. Средином августа је формиран гето. Преживели Јевреји Единеца и други из различитих места северно од Бесарабије и Буковине су заробљени и смештени у гето. У септембру је било око 12.000 Јевреја у гету, стиснутих у малом простору, који су патили од неухрањености и болести. Многи заробљеници су подлегли болестима, хладном времену, глади и жеђи; десетине људи је умирало сваког дана. Шестнаестог септембра 1941. године сви Јевреји су депортовани у Придњестровље, где су скоро сви умрли. До 1944. године само је пар њих успело да преживи. Неколико десетина породица које су преживеле рат су се населиле у Чернивцима или су се преселиле у Израел. Веома мали број је ипак изабрало да се врати у Единец.

## Култура
Единец има Природњачки музеј, као и чувени Музеј народних заната који поседује богату колекцију традиционалних предмета и ручних радова.

## Медији
- Радио Кишињев - 104,6 MHz
- Журнал ФМ - 107,9 MHz

## Знамените личности
- Генадије Чобану, политичар

## Међународни односи
Единец је побратимљен са:
- Рамнику Сарат, Румунија